# Conophytum irmae
Conophytum irmae är en isörtsväxtart som beskrevs av Steven A. Hammer och C. Barnhill. Conophytum irmae ingår i släktet Conophytum, och familjen isörtsväxter. Inga underarter finns listade i Catalogue of Life.